# Lípa srdčitá ve Vinoři
Lípa srdčitá ve Vinoři je památný strom, který roste v zahradě fary čp. 16 poblíž Vinořského náměstí a kostela Povýšení svatého Kříže.

## Parametry stromu
- Výška (m): 18,0
- Obvod (cm): 402
- Ochranné pásmo: ze zákona
- Datum prvního vyhlášení: 23.07.1999[1]
- Odhadované stáří: 190 let (k roku 2016)[2]

## Popis
Strom roste na pozemku fary mezi její budovou a kostelem. Má krátký silný kmen, který se nízko nad zemí rozděluje na dvě mohutné větve. Ty se od sebe ve spodní části odklánějí a v horní části opět přiklánějí, bohatě se dál větví a vytvářejí korunu. Pod lípou vyvěrá pramen a strom má tak po celý rok dostatek vody.
Jednopatrová fara pochází z druhé poloviny 18. století a je přisuzována staviteli Františku Maxmiliánovi Kaňkovi. S kostelem je spojena podzemní chodbou. 25. března 1945 byla fara při náletu značně poškozena.